# Oedogoniales
Oedogoniales es un orden de algas verdes. Suelen habitar en ambientes dulceacuícolas lénticos como lagos o estanques, aunque también habitan en ambientes lóticos como ríos. Comprende una única familia, Oedogoniaceae. 

## Descripción
El taxón agrupa algas filamentosas uniseriadas simples o ramificadas con células cilíndricas uninucleadas semejantes entre sí. Se fijan al sustrato mediante una célula rizoidal. Presentan una pared celular rígida debido a una composición celulósico-peptídica. Poseen un cloroplasto reticulado en cada célula, con un pirenoide en cada intersección.
Se caracterizan por presentar un crecimiento intercalar único en el que la pared celular se invagina durante la citoquinesis, formando engrosamientos anulares. 